# Santa Catarina Palopó
Santa Catarina Palopó é uma cidade da Guatemala do departamento de Sololá.